# Baktejaure (Tärna socken, Lappland, 729792-145421)
Baktejaure är en sjö i Storumans kommun i Lappland och ingår i Umeälvens huvudavrinningsområde.